# Chuck Palumbo
Charles Ronald Palumbo, (nascido em 15 de junho de 1971, é um profissional de wrestling norte-americano, que trabalhou para a WWE, sobre o ring name de Chuck Palumbo. Após ter participado do draft de 2008 não realizou uma única luta na RAW e em 7 de Novembro foi demitido.
Além de sua carreira de wrestling profissional, Palumbo é um entusiasta mecânico de carro / moto, e atualmente protagonista do reality show Acumuladores de Carros.

## No wrestling
- Movimentos de finalização
  - Backbreaker rack[2] – 2000, 2005; parodiado de Lex Luger
  - Full Throttle (Gutwrench backbreaker rack flipped em um cutter)[2] – 2006–presente
  - Italian Drop (Scoop lift em um Samoan drop)[2] – 2003–2004; usado como movimento regular a partir de 2005
  - Jungle Kick (WCW) / Superkick (WWF/E)[2] – 1998–2005

- Movimentos secundários
  - Chuck Deluxe (Overhead belly to belly suplex)[2]
  - Diving shoulder block[2]
  - Padlock (Boston crab invertido)[2]
  - Roaring elbow[2]
  - Running big boot[2]
  - Springboard dropkick[3]

- Managers
  - Kevin Nash
  - Torrie Wilson
  - Rico
  - Michelle McCool

- Alcunhas
  - "The Main Event" ("O Evento Principal")
  - "Chucky"

- Temas de entrada
  - "You Will Remember Me" por Jim Johnston (WWE; 2006–2008)[4]

## Títulos e prêmios
- Herts and Essex Wrestling
  - HEW Heavyweight Championship (1 vez)[5][6][7]

- Pro Wrestling Illustrated
  - Dupla do Ano (2002)[8] – com Billy
  - PWI o colocou na #37ª posição dos 500 melhores lutadores individuais em 2002[9]

- World Championship Wrestling
  - WCW World Tag Team Championship (4 vezes)[10] – com Shawn Stasiak (3) e Sean O'Haire (1)

- World Wrestling Federation / World Wrestling Entertainment
  - WWF/E Tag Team Championship (2 vezes)[11] – com Billy

## Ocupações
- Quando adolescente, Palumbo foi jogador de basquete universitário por duas associações diferentes: Comunity College of Rhode Island e Central Missouri State University.
- Foi militar da marinha em um serviço militar pelo Afeganistão.
- Fez parte do Natural Born Thrillerz com Mike Sanders, Mark Jindrak, Sean O'Haire, Shawn Stasiakn e Reno.